# Yaacov Cahan
Yacov Cahan, o Kahan, in ebraico :יעקב כהן (Sluck, 26 giugno 1881 – Israele, 20 novembre 1960), è stato un poeta, commediografo e linguista israeliano.

## Biografia
Nacque in Bielorussia, città ai quei tempi facente parte dell'Impero russo, in una famiglia ebraica e nel 1934 si trasferì in Palestina (Terra d'Israele), allora sotto mandato britannico.
Nei primi anni del XX secolo si impegnò nei circoli culturali sionisti ed ebraici. Nel 1907 assunse la carica di segretario dell'organizzazione "Ivriyyah" e, dal 1910 fino al 1915, diresse l'organizzazione della cultura della lingua ebraica a Berlino, che aveva come scopo la diffusione dell'ebraico.
Cahan ha insegnato letteratura ebraica presso l'Istituto di studi ebraici di Varsavia dal 1927 al 1933.
La sua poesia fiorì nel clima della rinascita nazionale, similmente a quella di altri scrittori contemporanei, quali Jacob Steinberg, David Shimonowitz, Jacob Fichman, superando il dualismo tra il mondo letterario e quello reale-politico, che invece aveva travagliato la generazione precedente, rappresentata da Haim Nachman Bialik. Il clima della rinascita nazionale era incentrato sul desiderio di una Patria ebraica, dove riunire tutte le comunità ebraiche sparse sulla Terra, oltre che sull'utilizzo della lingua ebraica, non solamente per i riti religiosi, ma anche come lingua nazionale e quindi letteraria.
Impegnato a lodare la vita e i suoi frutti, Cahan compose una lirica intrisa di panteismo, ben ancorata alle origini dell'anima ebraica. Il suo Canticum novum tese a narrare il ritorno dell'ebreo errante nella sua terra, che diffonde luce sul mondo da una regione desertica, dalle rovine del passato, dai lamenti dei sepolcri.
Cahan, ricordando il passato doloroso del suo popolo, vi contrappone la speranza e la volontà di rinascita, grazie alla quale l'ebreo è ritornato alla sua terra.
Oltre alla poesia, l'autore si cimentò a descrivere la figura e l'immagine dell'ebreo contemporaneo anche nella produzione teatrale. Le sue opere più rappresentative, Dawid e Shelomoh si slanciarono a proclamare l'orgoglio e la consapevolezza dell'identità ebraica.
Cohen si mise in evidenza anche come linguista e come traduttore di importanti autori europei, come ad esempio Goethe.

## Opere principali
- Ariel
- Of ha-hol (Fenice)
- Ha-nefilim (Gigante)
- Be-Luz (Nella città di Luz)
- Le-Yad ha-pyramidot (Alle piramidi)
- Tanchum
- Be-emtza ha-rikkud (Nel mezzo della danza)
- Min Ha-Ham (Fuori dal popolo)
- Jefte
- Hoshea, Ezra y-Nehemiah
- Yannai y-Shlomit
- Aher (Elisha ben Avuya)
- Meir u-Vruria
- Ha-Melech David (Re David)
- Aggadot Elohim (Leggenda di Dio, 1943)
- Michele cdumim (Parabole antiche, 1943)
- Hamesh megillot (Cinque pergamene, 1941)

## Riconoscimenti
- Nel 1938, Cahan ricevette il premio Bialik per la letteratura.[4]
- Nel 1953 e nel 1958, fu insignito due volte dell Premio Israele, sempre per la letteratura.[5]